# Stenomacrus difficilis
Stenomacrus difficilis là một loài tò vò trong họ Ichneumonidae.